# Berchtold Haller
Berchtold Haller (Aldingen, 1492 — Berna, 25 de fevereiro de 1536) foi um reformador suíço de origem alemã.

## Biografia
Depois de frequentar o curso fundamental em Pforzheim, onde se tornou amigo de Philipp Melanchthon e Simon Grynaeus, em 1510, entrou para a Universidade de Colônia onde se formou como "baccalaureus artium"; tornou-se professor em Rottweil e em 1513, foi assistente da Escola de Latim em Berna, sendo também cônego e sacerdote secular na catedral reformada de Berna, construída em 1421, e a mais alta catedral da Suíça. Em 1521, visitou Ulrich Zwingli em Zurich, tornando-se seu amigo e conselheiro desde aquela época, com quem durante muito tempo manteve extensa correspondência.
Suas tímidas tentativas de reformar a Igreja de Berna, realizadas em 1522, juntamente com o pregador franciscano Sebastian Meyer (1465-1545), encontraram forte resistência. Haller foi chamado publicamente de "arqui-herege e de barrigudo mentiroso", por isso ele desejava partir para Basileia, a pretexto de estudar línguas antigas. Zwingli, porém, convenceu-o a desistir: Você precisa ter coragem, para que ursos selvagens se tornem verdadeiramente mansos. Animais não domesticados precisam ser tratados com carinho."
Bem antes de conhecer Ulric Zwingli em 1521, ele já havia começado a pregar a Reforma; sua simpatia e sua eloquência eram seus argumentos e o pintor e escritor Niklaus Manuel (1484-1530) lhe deu um grande apoio. Em 1526, participou nos debates de Baden, conseguindo não vazar seu ponto de vista sobre a questão da presença real diante de Johannes Eck (1486-1543), e em 7 de Fevereiro de 1528, as assembleias em Berna resultaram no édito da reforma oficial na Suíça.
Em Berna, foi exonerado da obrigação de celebrar a missa, e para ele foi criado um posto especial como pastor. Com Franz Kolb (1465-1535) ele escreveu dez teses, inspiradas por Zwingli, para a Disputa de Berna.
Em 1531, com a morte de Zwingli, uma crise atingiu a reforma em Berna, e o conselho da cidade reagiu convocando o primeiro Sínodo de Berna onde participaram duzentas pessoas. Haller estava particularmente preocupado porque o sucessor de Zwingli, Heinrich Bullinger (1504-1575) não pode comparecer. No entanto, ele recebeu forte apoio de Wolfgang Capito (1478-1541), que chegou na cidade pouco antes da abertura do Sínodo.
Em 1532, Haller se tornou líder da Igreja Reformada de Berna. Ele entrou em contacto com Guillaume Farel (1489-1565), na parte ocidental da Suíça e com Heinrich Bullinger em Zurich e atuou como mediador entre a Reforma Calvinista e Zurich.
Morreu na cidade de Berna, e não deixou escritos, com exceção de algumas cartas, que foram preservadas nas obras de Zwingli.

## Família
Casou em 1529 com Apollonia vom Graben († Dez 1574), talvez filha natural de Pierre du Terreaux (1462-1510), prior do priorato cluniacense da Ilha de São Pedro (1482-1485)